# Harvester
Harvester – program komputerowy służący do zbierania adresów poczty elektronicznej.
Programy tego typu przeszukują Internet w poszukiwaniu plików zawierających teksty wyglądające jak adresy mejlowe. Ponieważ adres taki musi zawierać znak @, to pod uwagę brane są teksty w otoczeniu tego znaku wyglądające jak adres poczty elektronicznej. Najczęściej przeszukiwane są strony WWW lub archiwa grup dyskusyjnych. Następnie uzyskane w ten sposób adresy mogą być wykorzystane do wysyłania spamu.
Obrona przed ujawnieniem adresu harvesterom jest podobna do innych metod obrony przed spamem. Jeśli ktoś posiada adres mojadres@jakas.domena.pl, to nie powinien podawać go tak jak tutaj w jawny sposób, lecz w bardziej „ukryty”.
Istnieją również projekty o charakterze ofensywnym, mające na celu znaczne zapychanie baz spamerów losowo generowanymi adresami, najczęściej w domenach spamerów.
Przykładowe metody oszukiwania żniwiarek:
- Dodanie do adresu dodatków zrozumiałych tylko dla człowieka np. mojadres@USUNTO.jakas.domena.pl lub USUNTO_mojadres@jakas.domena.pl. Jednak należy zauważyć, że bardziej efektywnym rozwiązaniem jest zmodyfikowanie nazwy domeny, ponieważ taki spam nie tylko nie trafi pod określony adres, ale nawet poza użytkowany serwer pocztowy.
- Zmodyfikowanie adresu mailowego na zrozumiały tylko dla człowieka, zastępując znak @ jakimś innym typu: (a) (at) (na) (małpa) np. mojadres(a)jakas.domena.pl
- Użycie obrazka przedstawiającego znak @ zamiast samego znaku np. mojadres.domena.pl
- W HTML zapisanie adresu przy pomocy odwołań znakowych (np. &#106;&#97;&#110;&#95;&#107;&#111;&#119;&#97;&#108;&#115;&#107;&#105;&#64;&#101;&#120;&#97;&#109;&#112;&#108;&#101;&#46;&#99;&#111;&#109; = jan_kowalski@example.com)
- Wykorzystanie możliwości CSS (metoda nie działa we wszystkich przeglądarkach):

```
<
style
 
type
=
"text/css"
>

    
span
.
at1
:
before
 
{
content
:
 
"@"
;}

    
span
.
hide
 
{
display
:
 
none
;}

</
style
>

...

jan_kowalski
<
span
 
class
=
"at1"
><
span
 
class
=
"hide"
>
 AT 
</
span
></
span
>
example.com

```

- Zastosowanie JavaScript do wstawienia odpowiedniego odnośnika, a adres e-mail w opisowej postaci obrazka umieść w tagu <noscript> (dla użytkowników bez JavaScript i z wyłączonym JavaScript).